# Simon Jean François Ravenet
Simon Jean François Ravenet dit le jeune (1737-1821) est un graveur citoyen parmesan d'origine française, fils de Simon François Ravenet, qui travailla essentiellement à Parme sous le nom de Giovanni Francesco Ravenet.

## Biographie

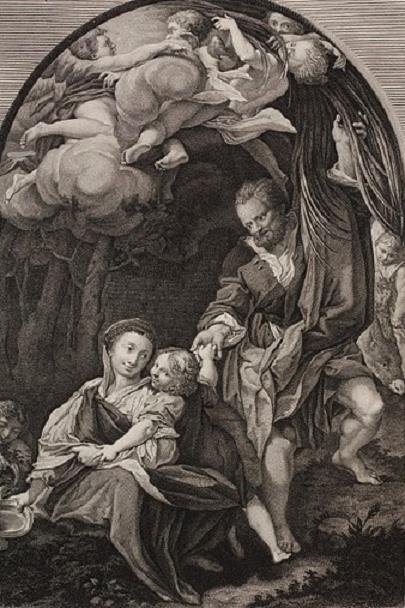
Madonna della scodella, gravure de Ravenet d'après Le Corrège (1778).

Simon Jean François Ravenet est né le 18 mai 1737 à Paris puis accompagne son père le graveur Simon François Ravenet à Londres en 1743, et auprès de qui il reçoit sa première formation à la gravure.
En 1759, en pleine guerre, il est envoyé à Paris puis Caylus le recommande à l'Académie des beaux-arts de Parme. Il est alors nommé graveur à la cour et forme les princes Philippe et Ferdinand de Bourbon-Parme à la langue anglaise.
En 1769, aux côtés de l'architecte en chef Ennemond Alexandre Petitot, il participe à l'organisation des festivités et à la création des décors pour le mariage du duc Ferdinand avec Marie-Amélie de Habsbourg-Lorraine, aux côtés d'autres graveurs comme Giovanni Volpato et Benigno Bossi.
Par la suite, à partir de 1778, il reçoit de la part du duc Ferdinand une énorme commande, plusieurs séries d'estampes à partir des œuvres du Corrège, travail qu'il achève au bout d'une quinzaine d'années, et destiné non seulement au prince, mais aux cours de France, d'Espagne et de Naples, dans un but diplomatique évident : il s'agit pour le duc de se réconcilier avec les puissances européennes protectrices. La première planche est gravée d'après la Madonna della scodella (Vierge à l'Enfant à l'échelle), qui était à l'époque à l'église du Saint Sépulcre de Parme ; terminée, elle est envoyée à Paris en janvier 1779. Dans le cadre de cette série, Ravenet produit une gravure par an, sauf en 1782, où il en produit deux.

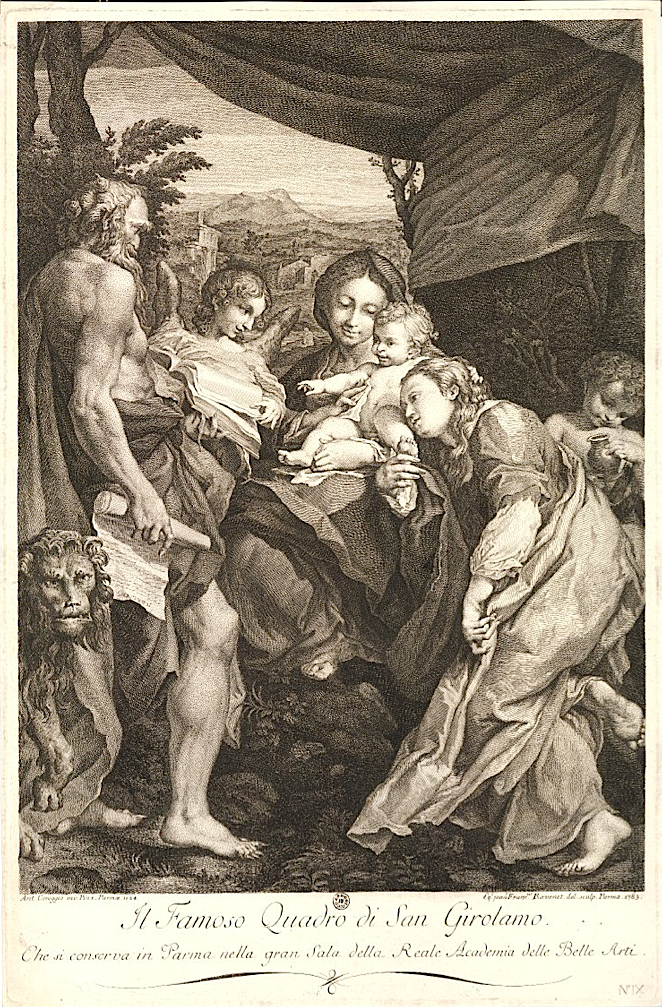
Famoso Quadro di San Girolamo, gravure de Ravenet d'après Le Corrège (1783), British Museum.

La Révolution française et l'entrée à Parme de l'Armée d'Italie suspend la commande et Ravenet se retrouve démuni. Durant l'été 1797, il demande l'autorisation au gouvernement français de continuer à rester à Parme pour terminer les travaux entrepris pour Ferdinand de Bourbon. 
En 1803, lorsque Parme est sur le point d'être rattachée à l'Empire français, Napoléon lui commande une nouvelle série d'estampes d'après Le Corrège, cette fois il s'agit de traduire les fresques situées dans le monastère de San Paolo à Parme. Un conflit éclate alors entre l'évêque, Adeodato Turchi, protecteur du lieu, et le préfet Moreau de Saint-Méry.
Dans les années 1810-1813, il est en correspondance avec la chalcographie de Rome : il tente de vendre une partie du tirage de ses séries d'estampes d'après Le Corrège, que les événements politiques avait suspendu. 
Entre 1812 et 1813, il contribue au Giornale del Taro, illustrant des articles d'astronomie et de curiosité.
Il se serait marié trois fois : en 1765 avec Angelique Bunel, dont deux fils, Giovanni (voir ci-dessous) et Carlo Antonio (militaire, 1773-1810) ; en 1777 avec Maria Elisabetta Ortalli ; et en 1798 avec Antonia Caro Idrogo.
Il est mort à Parme le 16 avril 1821, âgé de 83 ans, mais d'autres sources indiquent 1818 ; enfin, il est possible que certains de ses travaux de jeunesse, des portraits, soient non pas de son père mais de lui.

### Son fils, «Juan» Ravenet
De récentes recherches montrent qu'il a eu un fils devenu graveur, qui est né le 27 mars 1766 à Parme, sa mère étant Angelique Bunel. Il est tour à tour appelé Jean, Giovanni Francesco ou Juan Ravenet (en). Il étudie à l'Académie des beaux-arts de Parme. Avec son collègue le peintre lombard Fernando Brambila (1763-1834), il arrive en Espagne pour rejoindre l'expédition vers le littoral américain du Pacifique, dirigée par Alessandro Malaspina, chose faite à Acapulco en 1791, d'où il rapporte de nombreux dessins, qui sont gravés et tirés en 1798 à Madrid où il demeure. Cette année-là, il épouse Maria Josefa Marentes y Bebiàn, la veuve d'un officier de marine. Il reste au service de la Marine et de la cour d'Espagne, puis est chassé du pays durant la guerre et trouve refuge en France, à Alès. Il revient vivre à Madrid où il serait mort, la date de 1821 étant la plus probable,,. Son travail a été redécouvert à partir des années 1880 puis une nouvelle fois un siècle plus tard, lors de recherches menées sur les archives de l'expédition Malaspina.